# 铁山区
铁山区是中华人民共和国湖北省黄石市的一个市辖区，位于黄石市西部，矿产丰富，以盛产铁矿石而得名。总面积为28.7平方公里，常住总人口約5万人。

## 行政区划
铁山区下辖1个街道办事处：
铁山街道。

## 人口
根據第七次全國人口普查結果，截至2020年11月1日零時，鐵山區常住人口41907人。
2010年，全区常住人口为57327人。

## 交通
- 106国道、 316国道过境。

## 黄石国家矿山公园
黄石国家矿山公园是中国首座国家矿山公园，核心景观“矿冶大峡谷”形如一只硕大的倒葫芦，东西长2200米、南北宽550米、最大落差444米、坑口面积达108万平方米，被誉为“亚洲第一天坑”。